# Cecropia telenitida
Cecropia telenitida är en nässelväxtart som beskrevs av José Cuatrecasas. Cecropia telenitida ingår i släktet Cecropia och familjen nässelväxter. Inga underarter finns listade i Catalogue of Life.